# Какеев, Аскар Чукутаевич
Аскар Чукутаевич Какеев (кирг. Аскар Чукутаевич Какеев; 10 декабря 1935, с. Кегети, Чуйский район, Киргизская АССР, РСФСР — 25 апреля 2021, Бишкек, Кыргызстан) — советский и киргизский ученый, партийный и государственный деятель, министр образования и науки Кыргызстана (1993—1998), академик НАН КР (1993). Лауреат Государственной премии Киргизской Республики в области науки и техники.

## Биография
Начал трудовую деятельность рядовым помощником фотографа-ретушера.
В 1958 г. окончил Киргизский государственный университет.
В 1963—1968 гг. — преподаватель, старший преподаватель кафедры философии при отделении аспирантуры Академии наук Киргизской ССР, а в 1965—1984 гг. — заведующий кафедрой в Киргизском сельскохозяйственном институте.
В 1984—1989 гг. — заместитель заведующего отделом науки и учебных заведений ЦК Компартии Киргизии, в 1989—1992 гг. — директор Института философии и правоведения Академии наук Киргизской ССР.
Доктор философских наук (1991), профессор (1992).
- 1992—1993 гг. — руководитель аппарата президента Республики Кыргызстан, государственный секретарь Республики Кыргызстан,
- 1993—1998 гг. — министр образования, науки и культуры,
- 1998—2000 гг. — советник президента Кыргызской Республики.

В 2000—2005 гг. — ректор Киргизского национального университета имени Ж. Баласагына, с 2005 г. — заведующий кафедрой философии Киргизско-Российского Славянского университета имени Б. Ельцина.
Автор более 100 научных работ (в том числе 4 монографий, 5 учебников).
Скончался 25 апреля 2021 года, похоронен на Ала-Арчинском кладбище.

## Научные труды
- «Новые направления изучения истории общественного мнения Кыргызстана»
- «Современный Кыргызстан: к открытому обществу. О философии Дж. Сороса»
- «Философское мышление в Кыргызстане»
- «Игра ордо, модель, образец Кыргызского государства, философия гор»
- «Философия Нур Молдо»

## Награды и звания
Награждён орденом «Манас» III степени.
Награждён Юбилейной медалью «Манас-1000» (1995).
Заслуженный деятель науки Кыргызской Республики.
Лауреат Государственной премии Киргизской Республики в области науки и техники.